# Tir als Jocs Mediterranis de 2018
La competició de tir dels Jocs del Mediterrani de 2018 de Tarragona es va celebrar entre el 23 i el 24 de juny al pavelló esportiu de Sant Salvador i al Camp de Tir Jordi Tarragó de Tarragona. La primera aparició d'aquest esport en els Jocs del Mediterrani va ser a Alexandria 1951 a Egipte.
La competició va ser en categoria masculina i femenina repartint la competició en diverses modalitats.

## Medaller per categoria
| Categoria                     | Or                 | Plata           | Bronze                |
| Homes                         |                    |                 |                       |
| Carabina aire comprimit 10m   | Milutin Stefanovic | Jorge Díaz      | Simon Weithaler       |
| Pistola d'aire comprimit 10m  | Damir Mikec        | Kevin Venta     | João Costa            |
| Fossat olímpic                | Antonio Bailón     | Ahmed Kamar     | Giovanni Pellielo     |
| Dones                         |                    |                 |                       |
| Carabina d'aire comprimit 10m | Andrea Arsovic     | Martina Ziviani | Ziva Dvorsak          |
| Pistola d'aire comprimit 10m  | Anna Korakaki      | Zorana Arunovic | Afaf Elhodhod         |
| Fossat olímpic                | Alessandra Perilli | Fátima Gálvez   | Marialucia Palmitessa |

## Medaller per país
| Posició | País       | Or | Plata | Bronze | Total |
| 1       | Sèrbia     | 3  | 1     | -      | 4     |
| 2       | Espanya    | 1  | 2     | -      | 3     |
| 3       | Grècia     | 1  | -     | -      | 1     |
| 3       | San Marino | 1  | -     | -      | 1     |
| 5       | Itàlia     | -  | 1     | 3      | 4     |
| 6       | Egipte     | -  | 1     | 1      | 2     |
| 6       | Eslovènia  | -  | 1     | 1      | 2     |
| 8       | Portugal   | -  | -     | 1      | 1     |
| Total   | Total      | 6  | 6     | 6      | 18    |